# Nyborg
Nyborg anhörenⓘ (deutsch veraltet Nieburg) ist eine dänische Hafenstadt und Zentrum der gleichnamigen Kommune. Mit 17.900  (Stand 1. Januar 2023) ist sie die drittgrößte Stadt Fünens.

## Geografie
Nyborg liegt nördlich von Langeland an der Ostküste Fünens am Großen Belt, genauer am Nyborg-Fjord.

## Geschichte
Nyborg ist mit seiner über 700-jährigen Geschichte eine der ältesten Städte Dänemarks.
Auf halber Strecke der alten Handelsstraße zwischen Jütland im Westen und Seeland im Osten wuchs die Stadt im Schutze der „Nyborg“, Skandinaviens ältester Königsburg (um 1170).
Aufgrund seiner zentralen Lage im Reich und seines natürlichen Hafens am Nyborg-Fjord war die Stadt zwischen etwa 1250 bis 1400 Tagungsort des Danehof, der Versammlung des dänischen Adels und oberstes Gericht des Reiches. Im Jahre 1282 wurde hier die Handfeste von Erik V. Klipping angenommen, die erste dänische Verfassungsurkunde. 1413 hielt Erik von Pommern den letzten Reichstag in Nyborg ab.
1481 wurde der spätere König von Dänemark, Norwegen und Schweden Christian II. auf dem Nyborger Schloss geboren.
Während der Grafenfehde (1533–1536) wurde das Schloss zweimal erobert und die Stadt niedergebrannt. Nach der Grafenfehde ließ Christian III. Nyborg befestigen. Er ließ das Schloss Nyborg erweitern und modernisieren und ordnete den Bau der großen Wallanlage an, welche die Festung Nyborg bilden sollte. Christian III. machte Nyborg auch zum politischen Zentrum der Reformation, indem er Martin Luthers Lehre in seinem Reich als Staatsreligion ausrufen ließ.
Während der Dänisch-Schwedischen Kriege wurde die Stadt 1658 von schwedischen Truppen besetzt. Am 15. November 1659 wurde Nyborg nach mehreren Bombardements durch die niederländische Flotte unter Michiel de Ruyter entsetzt. Von 1662 bis 1668 führte der niederländische Baumeister Henrik Ruse Verbesserungen an der Festung aus, die Friedrich III. nach dem verlustreichen Kräftemessen mit Schweden befohlen hatte. So entstanden Bastionen und Wallanlagen, deren Reste heute noch besichtigt werden können.
Wie andere Städte wurde auch Nyborg von mehreren verheerenden Bränden heimgesucht, der schwerste zerstörte 1797 über die Hälfte der Stadt. Der Wiederaufbau gelang nur mit Hilfe aus allen Teilen des Landes. Aus dieser Zeit stammen die großen Kaufmannshäuser mit ihren klassizistischen Giebeln, die noch heute das Stadtbild prägen.
Während der Napoleonischen Kriege (1807–1814) besetzten spanische Truppen die Stadt. 1869 wurde die Befestigung Nyborgs aufgegeben. Schon bald wurde ein Großteil der Festungsanlagen abgebrochen, um anderen Vorhaben Platz zu machen. 2016 wurde ein Bauprojekt gestartet, das die Burg teilweise wieder in ihrem alten Ausmaß erscheinen lassen soll. Anhaltende intensive archäologische Untersuchungen auf dem Schlossareal brachten viele neue Erkenntnisse über die Geschichte und den einstmaligen Zustand des Königspalastes.
Mit Eröffnung der Brücke über den Großen Belt, einer der längsten Brückenverbindungen Europas, endete 1998 die Epoche der Fährschifffahrt, die Nyborg bis dahin geprägt hatte.

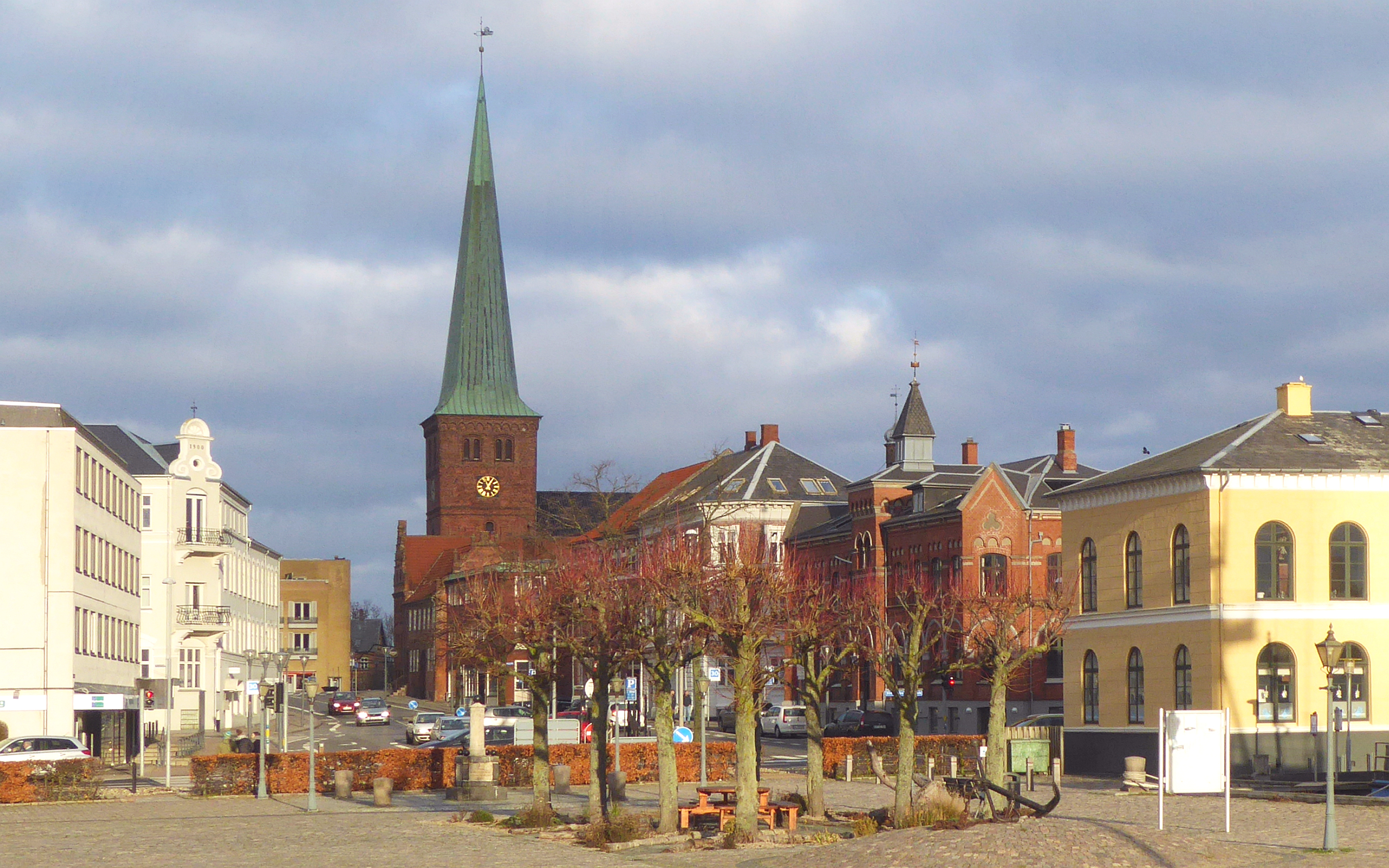
Adelgade und Kirche „Vor Frue Kirke“ im Zentrum von Nyborg

## Kultur und Sehenswürdigkeiten

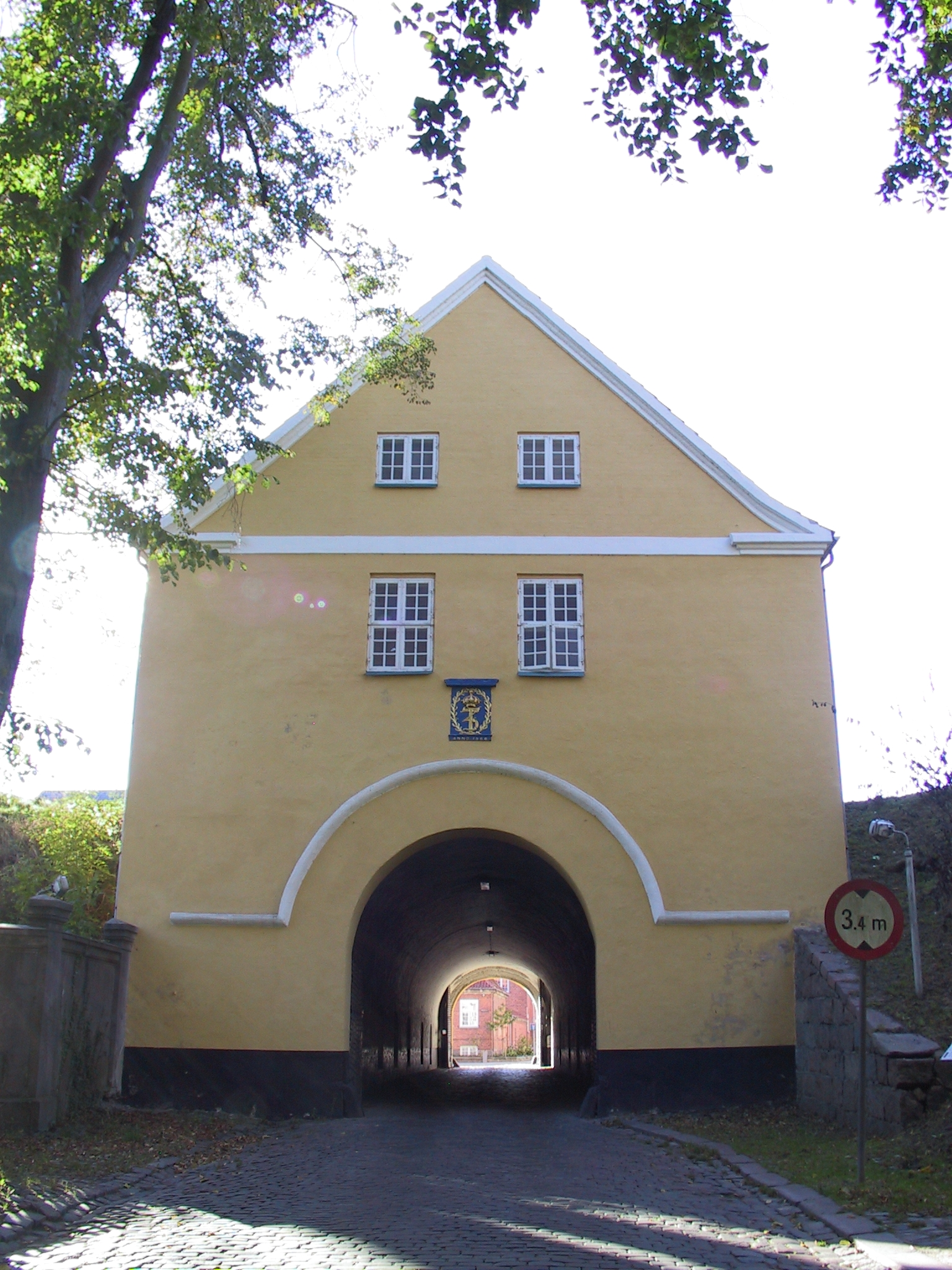
Landporten

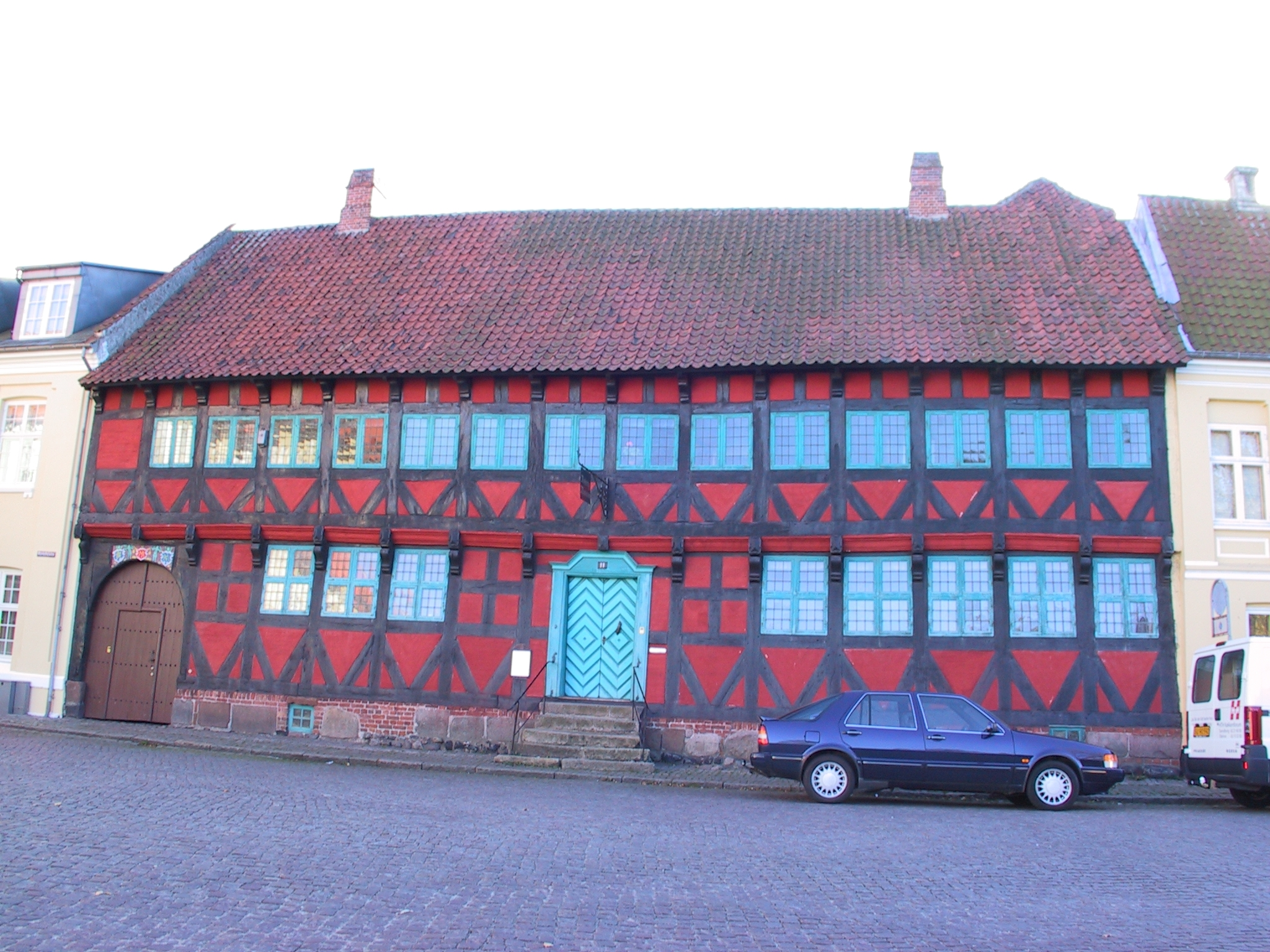
Mads Lerches Gård (Stadtmuseum)

### Bauwerke
- Der Grundstein der gotischen Vor Frue Kirke (Liebfrauenkirche), auch Nyborg kirke (Nyborger Kirche) genannt, wurde 1388 durch Königin Margarethe I. gelegt, 1428 wurde die Kirche eingeweiht.
- Der mittelalterliche Korsbrødregård (Kreuzbruderhof) von 1396 gehört mit dem angrenzenden Pfarrhof (1385) und der Kirche zu den ältesten Gebäuden Nyborgs.
- Nyborg Slot (Nyborger Schloss), auch Danehofslottet (Danehofschloss) genannt, wurde um 1170 vom Herzog Knud Prislavsen, einem Neffen Waldemars des Großen, zum Schutz gegen die Wenden erbaut. Das Schloss diente den dänischen Königen über Jahrhunderte als Wohnsitz.
- Der Mads Lerches Gård, ein ehemaliger Kaufmannshof aus zweistöckigem Fachwerk, wurde 1601 von dem Bürgermeister Mads Lerche errichtet und beherbergt heute das Stadtmuseum.
- Landporten (Landtor) ist Dänemarks längstes Festungstor (40 Meter). Es wurde im Rahmen der Verbesserungsmaßnahmen Henrik Ruses errichtet.

### Sport
Im Jahr 2022 ging die 2. Etappe der 109. Austragung der Tour de France in Nyborg zu Ende.

## Verkehr und Infrastruktur
Der Fährhafen von Nyborg ist seit der Eröffnung der Storebælt-Brücke (1998) außer Betrieb.
Die Stadt am Großen Belt liegt an der dänischen Hauptverkehrsachse, die per Straße und Eisenbahn Kopenhagen mit Fünen und Jütland verbindet. Der Bahnhof an der Bahnstrecke København–Fredericia wurde 1998 nach Norden verlegt, als die Brücke eröffnet und der Fährbetrieb eingestellt wurde. Die Nebenbahn Nyborg–Slipshavn wurde 1956, die Bahnstrecke Svendborg–Nyborg 1964 und die Nebenbahn über Ringe nach Faaborg wurde 1965 eingestellt.
Das Unternehmen Glunz & Jensen, ein Hersteller von Prepress-Maschinen, hat in Nyborg seinen Sitz.

## Städtepartnerschaften
- Sandnes, Norwegen
- Kolobrzeg, Polen
- Mariestad, Schweden

## Söhne und Töchter der Stadt
- Christian II. (1481–1559), König von Dänemark, Norwegen und Schweden
- Hans Karl von Königsmarck (1659–1686), deutsch-schwedischer Offizier
- Adam Paulsen (1833–1907), dänischer Physiker
- Johannes Theodor Suhr (1896–1997), Benediktiner, Bischof von Kopenhagen 1953–1964
- Helge Kjærulff-Schmidt (1906–1982), Schauspieler
- Erik Balling (1924–2005), Drehbuchautor und Regisseur (Olsenbande)
- Frederik Søgaard (* 1997), Badmintonspieler